# MAVEN
A MAVEN (Mars Atmosphere and Volatile Evolution - marsi atmoszféra és illékony anyag fejlődése) a Mars Scout Program második  űrszondája, mely magyar idő szerint 2014. szeptember 22-én 04:24-kor állt Mars körüli pályára. Feladata a Mars felsőlégköre dinamikus folyamatainak vizsgálata, a marsi klíma hosszú távú változásainak és a Mars emberi lakhatóságának kutatása. A Mars korábban jelentős légkörrel rendelkezett, de ez a bolygó története során elillant a világűrbe, az űrszonda segítségével ezt a folyamatot kívánják megérteni. Három fő műszere segítségével vizsgálja a felsőlégkör kölcsönhatását a napszéllel, a benne lévő illékony gázok (CO2, NO2, H2O) szökését a bolygó légköréből.

## Küldetés
Az indulás után kb. másfél perccel átlépte a hangsebességet, négy percnél levált az első fokozat, ezután a Centaur felső fokozat állította hiperbolikus pályára a szondát, amivel elhagyta a Föld közelségét. A Centaur az 53. percnél vált le. Nem sokkal később a szonda ellenőrizte a saját működését, kiterjesztette „szárnyait”, amin a napelemek helyezkednek el, és a szonda jelzéseit a tervek szerint az Ausztráliában lévő antennákkal fogták. Két és fél órával később a szonda már 22 500 km-re volt a Földtől, és gyorsuló sebességgel távolodott. A szonda a Marsig tartó 10 hónapos útja során négyszer hajtott végre pályakorrekciót. Pályáját szándékosan úgy számították ki, hogy a levált Centaur fokozat véletlenül se találhassa el a Marsot, mivel a benne lévő maradék üzemanyag mérgező, továbbá mivel az erős tartály belefúródhatna a Mars talajába, szennyezve a környezetet.
A Marshoz érkezés után pályájának adatai: 6200 ×150 km, azaz kissé elnyújtott ellipszis volt, ezt később levegőfékezéssel 4500 ×150 km-re csökkentették. Így napi 6,8 keringést tesz meg (keringési idő: 3,5 óra) a kezdeti 5,3 keringés (keringési idő: 4,5 óra) helyett, és emiatt gyakrabban tud kommunikálni a Mars felszínén lévő roverekkel.

## Műszerek
Az MRO és a Mars Odyssey alapján tervezett űrszonda műszerei:
- Távérzékelési csomag, mely a felsőlégkör általános összetételét vizsgálja
  - IUVS (Imaging Ultraviolet Spectrometer - képalkotó ultraibolya spektrométer): ultraibolya tartományban működő képalkotó spektrométer
- Hat műszerből álló, az erőtereket és szabad részecskéket vizsgáló csomag, a napszél, a felsőlégkör és az ionoszféra vizsgálatára
  - STATIC (SupraThermal and Thermal Ion Composition - szupratermális és termális ionösszetétel)
  - SEP (Solar Energetic Particles - nagyenergiájú naprészecskék)
  - SWEA (Solar Wind Electron Analyzer - napszél elektron-analizátor)
  - SWIA (Solar Wind Ion Analyzer - napszél ion-analizátor)
  - LPW (Langmuir Probe and Waves - Langmuir-hullámok vizsgálata)
  - MAG (Magnetometer - magnetométer)
- Tömegspektrométer az elfogott atomok és ionok izotópjainak elemzésére
  - NGIMS (Neutral Gas and Ion Mass Spectrometer - semleges gáz és iontömeg-spektrométer)